# M8 (автодорога, Ирландия)
M8 (ирл. Mótarbhealach M8) — ирландская автотрасса, ведущая из Дублина в Кашел, часть государственной первичной дороги N8 и европейского маршрута E20. Большая часть трассы (115 километров) было построено в 2006-2010 годах.
Согласно схеме Percentage For Arts Scheme, 1% тот бюджета строительства выделяется на придорожное искусство (с потолком в 63 000 евро). Местные власти выбирают тему и несут ответственность за ввод в эксплуатацию произведений, как правило, путём открытого конкурса.
В 2004 году в рамках этой программы в районе Кашел были установлены фигуры, символизирующие Верховных королей Мунстера. Орла де Бри (Orla de Bri) создала их из золота, бронзы, стали и цемента в 2004 году. Произведение было названо Na hArd Rithe (Верховные короли).